# Parc Nacional de les Illes Atlàntiques de Galícia
El Parc Nacional de les Illes Atlàntiques de Galícia és un parc nacional que comprèn les illes gallegues de Cíes, Ons, Sálvora i Cortegada. Té una extensió de 1.200 ha terrestres i 7.200 ha de superfície marítima. Constitueixen el desè parc nacional més visitat d'Espanya. És l'únic Parc Nacional de Galícia, i el tretzè en ordre cronològic d'Espanya.